# جنگل‌های برگ‌ریز کوکسی–کولچیک
جنگل‌های برگ‌ریز کوکسی-کولچیک (به لاتین: Euxine–Colchic deciduous forests) یک منطقهٔ مسکونی و جنگل در بلغارستان است. جنگل‌های اوکسین سالانه به‌طور متوسط بین ۱۰۰ تا ۱۵۰ سانتی‌متر بارندگی دارند.